# Senik (gmina Brda)
Senik – wieś w Słowenii, w gminie Brda. W 2018 roku liczyła 22 mieszkańców.